# Maribo Sukkerfabrik
Maribo Sukkerfabrik var en tidligere sukkerfabrik, der blev etableret i Maribo midt på Lolland i 1896 af Sthyr & Kjær, Moses & Søn G. Melchior og købmand C.A. Qvade under navnet A/S Maribo Sukkerfabrik. Fabrikken blev tegnet af arkitekten Theodor Andreas Hirth, og blev opført vest for Maribo. I september 1897 kunne den første roekampagne påbegyndes.
I forbindelse med åbningen af Maribo Sukkerfabrik blev en 32 km lang smalsporet roebane syd for Maribo også åbnet til at transportere sukkerroerne til fabrikken.
Fabrikken blev solgt til De Danske Sukkerfabrikker allerede den 1. april 1898 grundet store udgifter og begyndervanskeligheder. På dette tidspunkt havde fabrikken omkring 300 medarbejdere i roesæsonen.
I 1900 blev roebanen forlænget med spor til saftstationen i Græshave, og derigennem roebanerne til Nakskov Sukkerfabrik. Jernbanenettet blev senere forbundet med banenettet til Sakskøbing Sukkerfabrik. I 1922 havde Maribo Sukkerfabrik 85 km bane, fem lokomotiver og 345 vogne, hvilket var øget til omkring 100 km bane, seks lokomotiver og 393 vogne i 1954.
Da De Danske Sukkerfabrikker tog Højbygaard Sukkerfabrik ud af drift ved afslutningen af roekampagnen i 1960 blev roerne fra denne fabriks område sendt til Maribo. Maribo Sukkerfabrik blev taget ud af drift i 1962, og roerne blev herefter kørt til Sakskøbing Sukkerfabrik indtil disse baner også blev nedlagt i 1965.